# Socialistiske Republik Slovenien
Den Socialistiske Republik Slovenien (slovensk: Socialistična republika Slovenija; serbokroatisk: Socijalistička Republika Slovenija) var en af de 6 republikker, der udgjorde Den Socialistiske Føderale Republik Jugoslavien efter anden verdenskrig. Den eksisterede under forskellige navne fra 29 november 1945 til 25 juni 1991. I 1990, da landet stadig var en del af det jugoslaviske forbund, legaliserede Sloveniens kommunistiske liga etableringen af andre politiske partier, hvilket førte til en demokratisering af landet. Republikkens officielle navn var Føderale Slovenien (Federalna Slovenija) frem til 20. februar 1946, hvor den blev omdøbt til Folkets Republik Slovenien (Ljudska republika Slovenija). Dette navn varede frem til 9. april 1963, da det blev udskiftet igen - denne gang til den Socialistiske Republik Slovenien. 8. marts 1990 fjernede den Socialistiske Republik Slovenien præfikset "Socialistiske" fra sit navn, og blev dermed til Republikken Slovenien, omend den forblev en del af Den Socialistiske Føderale Republik Jugoslavien frem til 25. juni 1991, da republikken vedtog de love, der resulterede i dens uafhængighed.
Ved deklarationen af uafhængigheden af den føderale Jugoslaviske republik og ved afslutningen af den efterfølgende uafhængighedskrig ophørte republikken og blev afløst af den nuværende republik Slovenien.